# 校正者
 校正者 （こうせいしゃ、英字：Proofreader）は、校正（校閲）を主な生業とする者。校正家とも。

## 概要
編集者とは別に、校正を主たる業務として、著者の元原稿との文字の異同、原稿指定の確認、再校以降の赤字引き合わせ、校閲等を行う。
カラーの印刷物への出色の確認は、文字校正者ではなく、デザイナーや熟練した印刷職人が行う。
出版社、新聞社、印刷所の校正部（校閲部）に属する者と、校正プロダクションに属する者、在宅校正を含むフリーランスの者など、勤務形態は様々である。

## 歴史

### 東洋
校正（校対）自体は、孔子の時代からあったものと推定され、後に校勘学として発達したが、職業としては、後漢朝に校書郎が置かれ、魏晋南北朝時代に秘書校書郎が置かれた。

#### 日本
奈良時代に、写経所に校正を担当する校生が置かれていたことが、『正倉院文書』に確認される。

##### 近現代
明治時代、東京日日新聞の福地源一郎が漢学者の市川清流を自分の給料を削ってまで招いて校正主任に任じ、在任中は「校正の宜しきを得」たとされる。
多くは出版社に所属していたが、神代種亮のようにフリーランスも存在した。
以前は編集者同様黒子として担当者名を明記することはなかったが、2000年代以降は、校正担当者として、スタッフ一覧に名前を連ねる事例が見受けられるようになった。

### 西洋
校正の業務自体は、修道院の写本室で行われていたものと推定されるが、写本生の兼任であったとされる。
活版印刷の発明後、成立した印刷工房では分業が行われ、通常は工房主が校正していたが、専門の校正者が雇われる場合もあった。